# Captain Laserhawk: A Blood Dragon Remix
Captain Laserhawk: A Blood Dragon Remix ist eine US-amerikanische Animationsserie, 
die von Adi Shankar kreiert und von Ubisoft produziert wurde. Die Serie wurde am 12. Oktober 2023 auf Netflix veröffentlicht und basiert lose auf dem Videospiel Far Cry 3: Blood Dragon.

## Inhalt
Die Serie spielt 1992 in einer dystopischen Zukunft in der totalitären Nation Eden, in der Freiheit und Individualität unterdrückt werden. Die Geschichte folgt Dolph Laserhawk, einem kybernetisch verbesserten Supersoldaten, der versucht, sich von seiner kriminellen Vergangenheit zu lösen. Dolph plant jedoch einen letzten großen Coup, um sich zur Ruhe zu setzen. Doch der Plan scheitert, und er wird in ein Hochsicherheitsgefängnis für gefährliche Superkriminelle gesteckt. Dort wird er gezwungen, für die Regierung gefährliche Aufträge auszuführen, um seine Freiheit zurückzuerlangen.
Die Serie verwebt verschiedene Figuren und Elemente aus Ubisoft-Spielen wie Assassin’s Creed, Far Cry, und Rayman, wobei viele Charaktere und Ereignisse in einer alternativen Realität dargestellt werden.

## Synchronisation
Die deutschsprachige Synchronisation entsteht unter der Dialogregie und dem Dialogbuch von Tino Kießling und Christian Menzel bei der TV+Synchron Berlin GmbH in Berlin.
| Rolle                   | Originalsprecher | Deutsche Sprecher                                      |
| ----------------------- | ---------------- | ------------------------------------------------------ |
| Dolph Laserhawk         | Nathaniel Curtis | Daniel Welbat                                          |
| Bullfrog                | Yves Bigerel     | Jan Makino                                             |
| Cyclops                 | Kosha Engler     | Franca Orlia                                           |
| Direktor Alpha          | Gary Martin      | Kevin Kraus                                            |
| Direktorin Sarah Fisher | Caroline Ford    | Diana Borgwardt                                        |
| Dominique               | Olivia Vinall    | Denise Gorzelanny                                      |
| Film-Trailer-Sprecher   | Gary Martin      | Florian Hoffmann                                       |
| Alex Taylor             | Boris Hiestand   | Felix Würgler (1. Stimme) Jan-Marten Block (2. Stimme) |
| Rayman                  | David Menkin     | Hannes Maurer                                          |

## Produktion
Captain Laserhawk: A Blood Dragon wurde von Adi Shankar entwickelt. Der Stil der Serie ist stark von Retro-Ästhetik der 1980er-Jahre, Cyberpunk und Arcade-Spielen inspiriert. Die Serie wurde von Ubisoft Film & Television in Zusammenarbeit mit dem Animationsstudio Bobbypills produziert.